# Cathédrale de Lublin
Pour les articles homonymes, voir Cathédrale Saint-Jean.
 (avril 2025).
La cathédrale de Lublin ou archicathédrale Saint-Jean-Baptiste-et-Saint-Jean-l'Évangéliste (en polonais : Archikatedra św. Jana Chrzciciela i św. Jana Ewangelisty) a été construite entre 1592 et 1617 en tant qu'église jésuite. C'était l'une des premières églises baroques de Pologne. Depuis le début du XIXe siècle c'était la cathédrale du diocèse et depuis 1992 c'est la cathédrale de l'archidiocèse de Lublin.

## Histoire et architecture

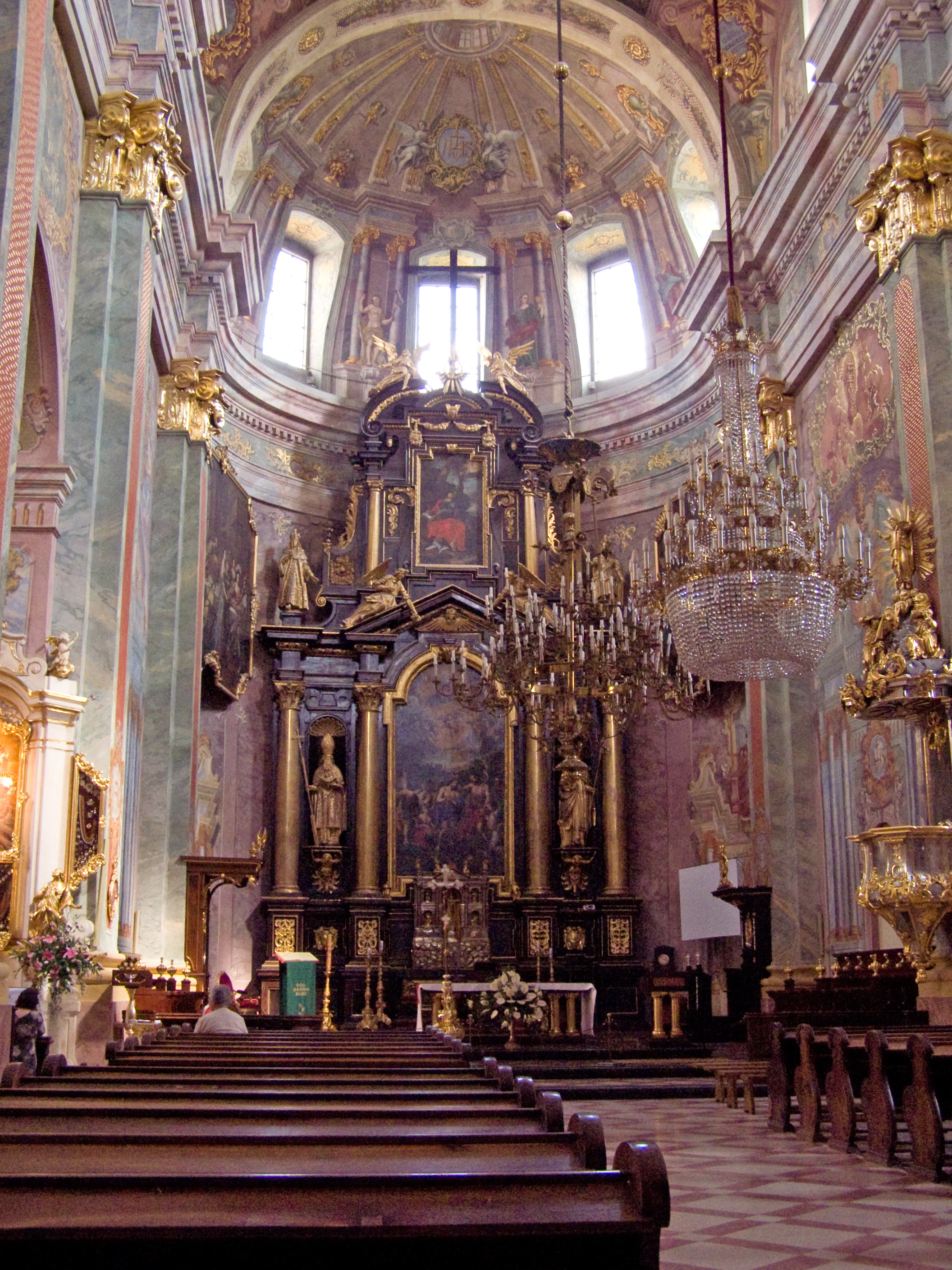
Maître-autel.

L'église a été construite entre 1592 et 1617 comme église jésuite. Le dessin vient de Giovanni Maria Bernardoni, le modèle était l'église du Gesù à Rome. Elle est considérée comme l'une des premières églises baroques de Pologne. C'est une basilique à trois nefs avec une large nef centrale. . L'architecture garantit que le plus petit son peut être entendu clairement. Il y a aussi une crypte avec les tombes des évêques et autres ecclésiastiques. Après un incendie en 1752, les étages supérieurs des deux tours et un vestibule sont construits.
Lorsque le diocèse de Lublin a été fondé en 1805, l'église a été désignée comme cathédrale. Dans ce contexte, les bâtiments du monastère jésuite ont été démolis. Depuis lors, l'église est sur une grande place. En 1820, le portique à colonnes classique d'Antonio Corazzi a été placé devant la façade. L'ancienne porte du monastère du XVIIe siècle a été reconstruite en un clocher de 40 m de haut, connu sous le nom de Tour de la Trinité. Les bas-côtés sont divisés en chapelles.